# Oskar Hecker

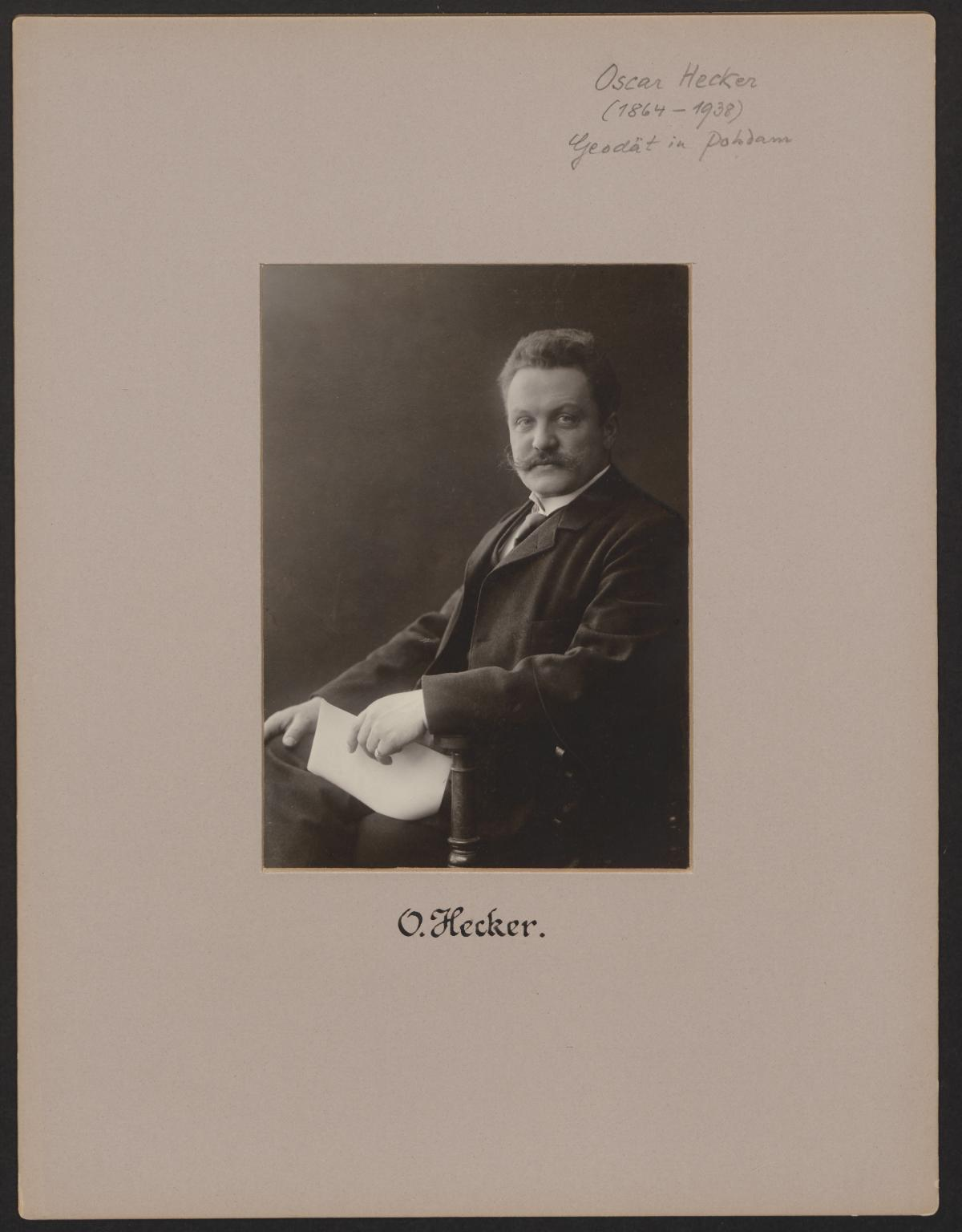
Oskar Hecker im Jahr 1900

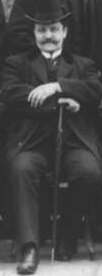
Oskar Hecker auf der ersten Seismologen-Konferenz (Strasbourg 1901)

Oskar Ernst August Hecker (* 21. Mai 1864 in Bersenbrück; † 19. September 1938 in München) war ein deutscher Geophysiker.

## Leben und Wirken
Oskar Hecker wurde als Sohn des hannoverschen Amtsvogts Franz Hecker (1796–1873) und dessen Ehefrau Catharina geb. Mues (1841–1923), Landwirtstochter aus Hastrup geboren. Der Osnabrücker Maler Franz Hecker (1870–1944) war sein Bruder. Oskar Hecker heiratete 1891 München Martha geb. Bertini (1866–1947) aus einer italienischen Malerfamilie. Aus der Ehe stammen der Sohn Dr. med. Eberhard Hecker (1892–1964), Bakteriologe in München und die Töchter Ilse Hecker (1894–1979) und Hilde Hecker (1896–1993). 
Hecker studierte Astronomie an den Universitäten in Bonn, Berlin und München. 1891 wurde er an der Universität München bei Hugo von Seeliger mit der Arbeit Über die Darstellung der Eigenbewegungen der Fixsterne und die Bewegung des Sonnensystems zum Dr. phil. promoviert.
Anschließend ging er als Hilfsrechner an das Preußische Geodätische Institut, das ab 1892 auf dem Potsdamer Telegrafenberg seinen Sitz hatte und dessen Direktor Friedrich Robert Helmert war. Nach dem frühen Tod von Ernst von Rebeur-Paschwitz im Jahr 1895 übernahm Hecker dessen Horizontalpendel, mit dem Rebeur-Paschwitz 1889 die Bodenbewegung eines in Japan aufgetretenen Erdbebens registrieren konnte. Hecker vermutete, dass dieses Gerät auch zum Nachweis der durch Sprengstoffexplosionen ausgelösten Erschütterungen geeignet sei. Zusammen mit dem Japaner Fusakichi Omori (1868–1923) gelang ihm auf einem Schießplatz bei Berlin mit einem weiterentwickelten Horizontalpendel die Registrierung kleiner Bodenerschütterungen.
1895 wurde er Assistent des Geodätischen Instituts, und 1896 konnte auf dem Telegrafenberg das nach seinen Plänen gebaute Erdbebenhaus in Betrieb genommen werden. Wesentliche Entdeckungen gelangen ihm im Jahrzehnt 1901–1910. So konnte er erstmals den sicheren Nachweis der Gezeiten der festen Erde mit spitzengelagerten Horizontalpendeln im Tiefbrunnen auf dem Telegrafenberg erbringen. Sehr bekannt wurde er durch seine bahnbrechenden Messungen der Erdschwerkraft auf den Ozeanen. 1901 unternahm er eine erste Messreise zur Bestimmung der Schwerkraft auf dem Atlantischen Ozean sowie in Rio de Janeiro, Lissabon und Madrid. Auf dieser sowie auf weiteren Reisen konnte er mittels Luftdruckmessungen auf dem Meer normale Schwerewerte feststellen, die den Festlandswerten entsprachen und somit die Theorie der Isostasie bestätigten.
1907 wurde er Hauptobservator des Potsdamer Instituts. 1910 wechselte er als Kommissarischer Leiter zur Kaiserlichen Hauptstation für Erdbebenforschung nach Straßburg, wo er bald zum Direktor und zum Geheimen Regierungsrat ernannt wurde. Die Hauptstation war auf gravimetrische, seismische und erdmagnetische Messungen und auf die Konstruktion spezieller Geräte spezialisiert. 1915 wurde Hecker Honorarprofessor an der Universität Straßburg. Nach Ende des Ersten Weltkrieges und der Auflösung der Hauptstation in Straßburg gründete er in Jena die Reichsanstalt für Erdbebenforschung, die im Oktober 1923 eröffnet und zu einem Zentrum der Erdbebenforschung in Deutschland wurde.
1922 zählte er zu den Gründungsmitgliedern der Deutschen Seismologischen Gesellschaft, die sich 1924 in Deutsche Geophysikalische Gesellschaft (DGG) umbenannte. 1922–1925 und 1927–1929 war er stellvertretender Vorsitzender, von 1925 bis 1926 Vorsitzender und ab 1934 Ehrenmitglied der DGG. Am 26. November 1910 (Matrikel-Nr. 3320) wurde er zum Mitglied der Leopoldina gewählt. Im Dezember 1923 wurde er als korrespondierendes Mitglied in die Russische Akademie der Wissenschaften aufgenommen. Der Akademie der Wissenschaften zu Göttingen gehörte er seit 1919 als korrespondierendes Mitglied an.

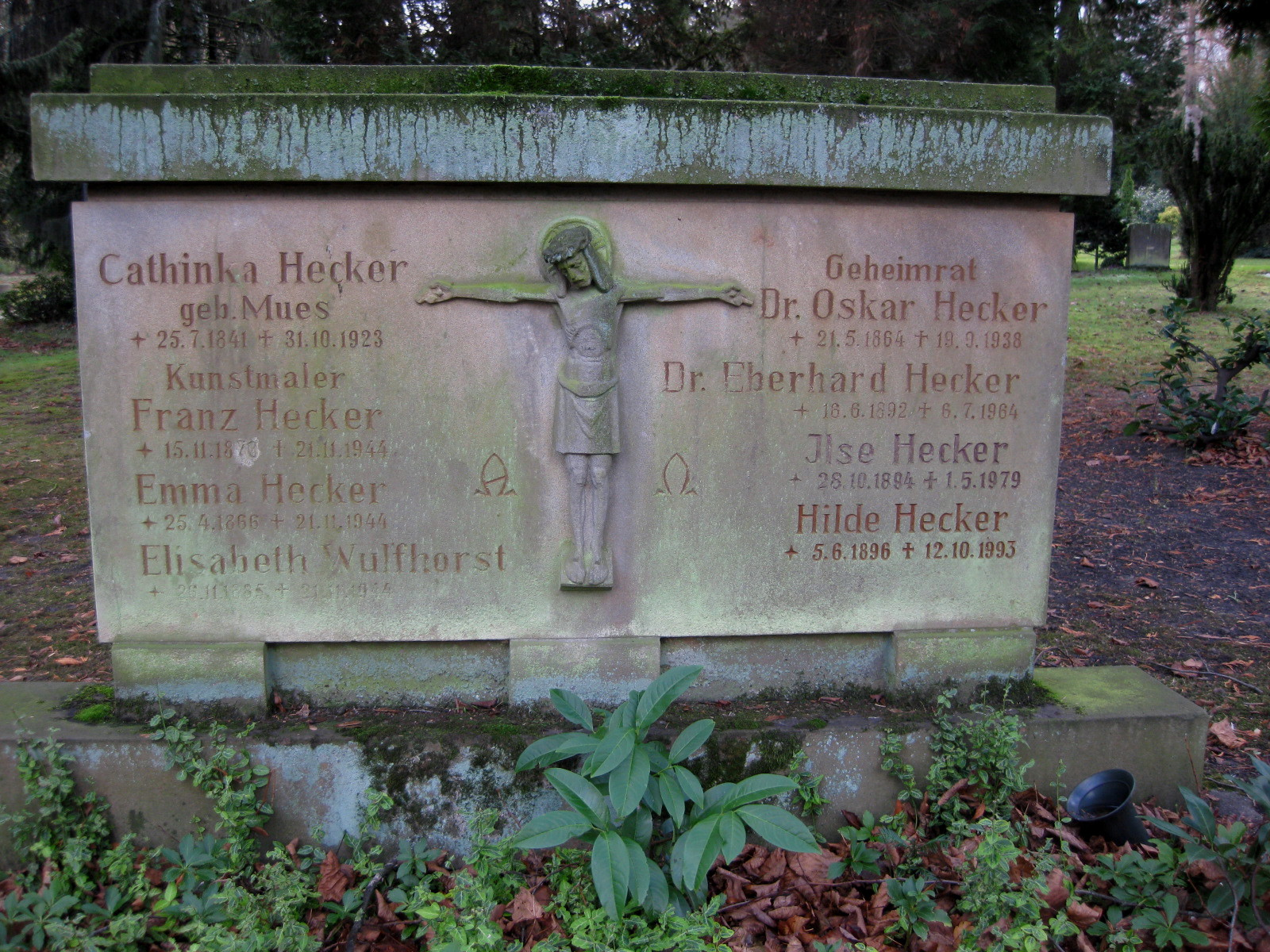
Grabstätte der Familie Hecker auf dem Johannisfriedhof in Osnabrück

## Schriften (Auswahl)
- Oskar Hecker: Bestimmung der Schwerkraft auf dem Atlantischen Ozean sowie in Rio de Janeiro, Lissabon und Madrid. P. Stankiewicz, Berlin 1903, S. VI, 137.
- Oskar Hecker: Beobachtungen an Horizontalpendeln über die Deformation des Erdkörpers unter dem Einfluß von Sonne und Mond. P. Stankiewicz, Berlin 1907, S. IV, 95.
- Oskar Hecker: Bestimmung der Schwerkraft auf dem indischen und großen Ozean und an deren Küsten sowie erdmagnetische Messungen. Georg Reimer, Berlin 1908, S. VIII, 233.
- Oskar Hecker: Bestimmung der Schwerkraft auf dem Schwarzen Meere und an dessen Küste sowie neue Ausgleichung der Schwerkraftmessungen auf dem Atlantischen, Indischen und Großen Ozean. Mit vier Tafeln. P. Stankiewicz, Berlin 1910, S. VIII, 160.